# ديناميكا موائع حسابية
ديناميكا الموائع الحـسابية (د م ح)، أو حركيات الموائع الحسابية (ح م ح) هي أحدي فروع ميكانيكا الموائع التي تستخدم الطرق العددية والخوارزيمات لحل المسائل التي تتضمن سريان الموائع، وتحليل نتائج المحاكاة. يتم استخدام الحواسيب لإجراء ملايين الحسابات اللازمة لمحاكاة التفاعل والتأثير المتبادل بين الموائع والأسطح المختلفة والتي تعرف بالشروط الحدودية. وبالرغم من استخدام الحواسيب الفائقة ذات السرعة العالية، فإن ما يتم الوصول إليه ليس سوى حلول تقريبية حالات عديدة. وينصب البحث علي زيادة سرعة الحسابات وزيادة دقة الحلول العددية مقارنة بالنتائج المعملية، ومن المسائل التي يتم التركيز عليها السريان حول الصوتي (transonic flow)، والسريان المضطرب.
التحقيق الأولي من البرمجيات يكون غالباً بالمقارنة بالنتائج العلمية باستخدام أنفاق الرياح، ثم يتم الثبوت النهائي عن طريق القياسات المأخوذة من اختبارات الطيران، بالإضافة إلي اللجوء إلي التحقق للنتائج العددية مع النظريات الفيزيائية المناسبة للحالة قيد الدراسة.

## الخلفية والتاريخ

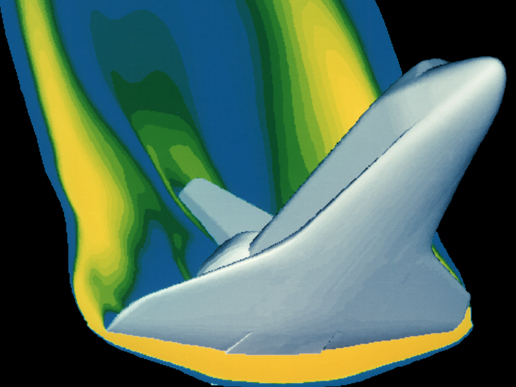
محاكاة الحاسوب لسريان عالي السرعة للهواء علي سطح مكوك فضاء أثناء دخوله الغلاف الجوي

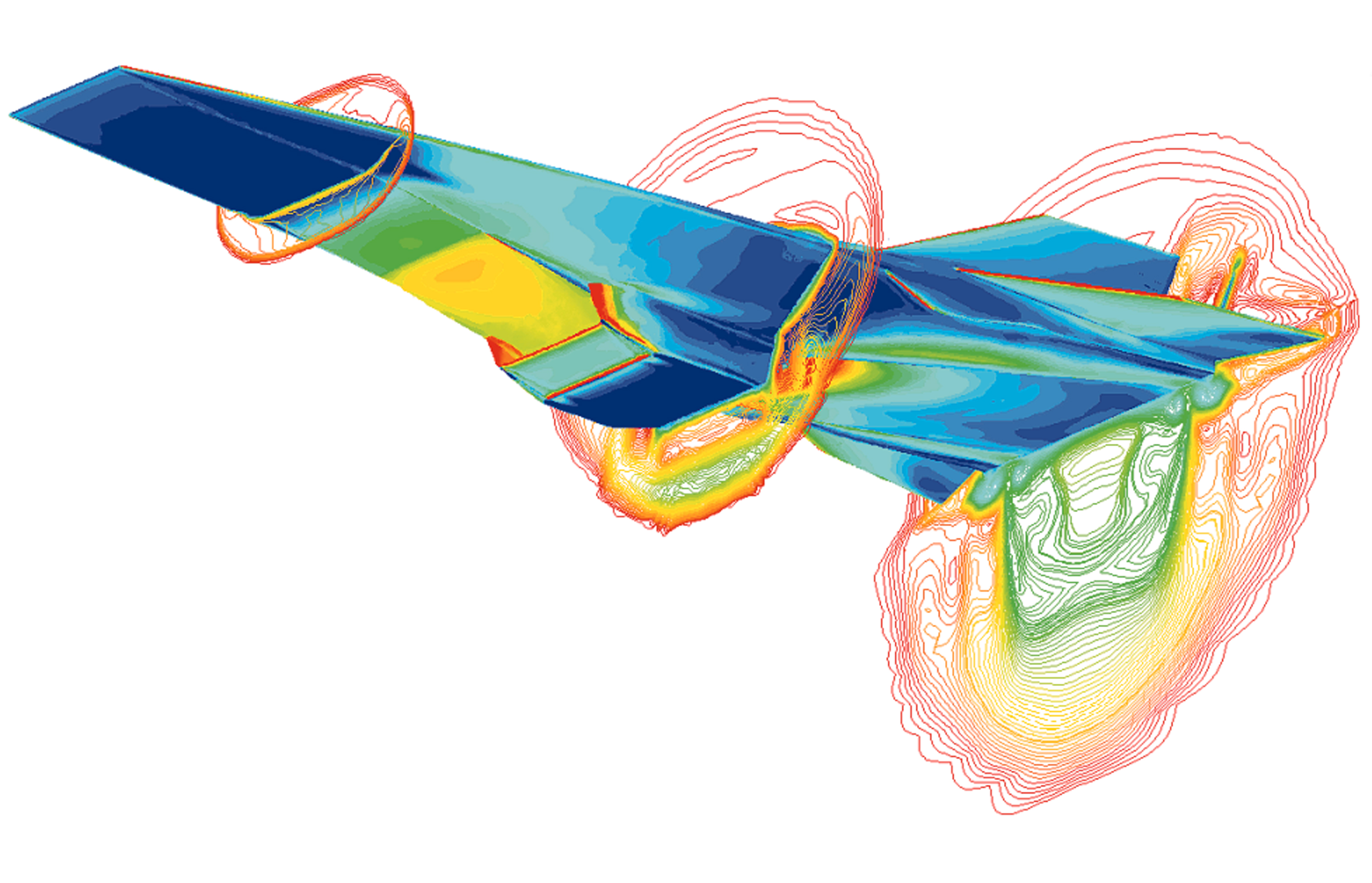
محاكاة للمركبة النفاثة الصدمية ذات الاحتراق الفوق صوتي (النفاثة الحفص-صدمية) (scramjet) في سرعة ذات ماخ 7

تتأسس معظم مسائل (د م ح) علي حل معادلات نافيير-ستوكس، والتي تحدد سريان المائع في حالته الغازية أو السائلة. يمكن أن تبسط بإزالة الحدود الخاصة باللزوجة، وذلك يؤدي معادلات أويلر. مع الكثير من التبسيط بإزالة الحدود الدالة علي الدوامية سوف يتم الحصول علي معادلات السريان الكامن.
و أيضاً يمكن إخطاط معادلات أويلر للحصول علي معادلات أويلر المستخططة (linearized Euler Equations). أيضاً يمكن إخطاط معادلات السريان الكامن للحصول علي معادلات معادلات السريان الكامن الخطية.
و قد تم استخدام الطرق العددية لحل سريان الموائع في المعدلات السريان الكامن الخطية.
و في الثلاثينيات من القرن العشرين تم استحداث الطرق العددية لحل معادلات السريان الكامن ثنائي البعــد (2د) باستخدام الإسقاط التشكيلي للسريان حول الجناح الحامل وغيرها من الأشكال الانسيابية، إلى السريان حول أسطوانة، ومع تزايد الإمكانيات الحاسوبية، تم التطوير إلى الطرق العددية ثلاثية الأبعاد.